# واگهویزل
شهر واگهویزل (به آلمانی: Waghäusel) در ایالت بادن-وورتمبرگ در کشور آلمان واقع شده‌است.